# Guillem de Saxònia-Weimar
Guillem de Saxònia-Weimar (en alemany Wilhelm von Sachsen-Weimar) va néixer a Altenburg (Alemanya) l'11 d'abril de 1598 i va morir a Weimar el 17 de maig de 1662. Era un noble alemany, el cinquè fill del duc de Saxònia-Weimar Joan II (1570-1605) i de la princesa Dorotea Maria d'Anhalt (1574-1617).
Igual que els seus germans Joan Ernest i Frederic, Guillem va estudiar a la Universitat de Jena. I més tard, també acompanyat dels seus germans, va emprendre una gira de formació per Europa, els anys 1613 i 1614, i va visitar França, la Gran Bretanya i els Països Baixos.
El 1620 Guillem va assumir la regència dels estats del seu germà Joan Ernest, ja que aquest havia estat inhabilitat per l'Imperi en negar-se a sotmetre's a l'emperador. Quan el 1626 va morir Joan Ernest, Guillem assumí el títol de duc de Saxònia-Weimar.
Uns anys després, Guillem va ser un dels membres fundadors de l'Orde de l'Estabilitat (Orden der Beständigkeit). I durant els anys 1622 i 1623, de la mà del seu oncle Lluís I d'Anhalt-Köthen també va participar en la creació de la federació patriòtica German Friedbund, dedicada a la promoció dels Estats alemanys i de la llibertat religiosa.
Conjuntament amb els seus germans va participar en la Guerra dels Trenta Anys, primer al servei d'Ernest de Mansfeld i de Jordi Frederic de Baden-Durlach, i més tard al servei de Cristià de Brunsvic-Lüneburg.
El 1640, amb la divisió dels dominis paterns, Guillem va mantenir Weimar i Jena, mentre que el seu germà petit Albert es va quedar amb Eisenach. Però, quan el 1644 va morir Albert sense fills, Guillem va assumir el control de tota l'herència.
El rei Gustau Adolf II de Suècia va ser responsable del ràpid ascens en la carrera militar de Guillem. Però després de la mort del rei, el comte Axel Oxenstierna va impedir-li assolir el grau de lloctinent general, i Guillem va acceptar la Pau de Praga.

## Matrimoni i fills
El 23 de maig de 1625 es va casar a Weimar amb Elionor Dorotea d'Anhalt-Dessau, filla del príncep Joan Jordi I (1567-1618) i de la comtessa palatina Dorotea de Wittelsbach (1581-1631). El matrimoni va tenir nou fills:
- Guillem, nascut i mort el 1626.
- Joan Ernest (1627-1683), casat amb Cristina Elisabet de Schleswig-Holstein-Sonderburg (1638-1679).
- Joan Guillem (1630-1639).
- Adolf Guillem (1632-1668), casat amb Elisabet de Brunsvic-Wolfenbüttel (1638-1687).
- Joan Jordi (1634-1686), casat amb Joana de Sayn-Wittgenstein (1626-1701).
- Guillemina Elionor (1636-1653).
- Bernat (1638-1678), casat amb Maria Carlota de La Trémoille (1632-1682).
- Frederic (1640-1656).
- Dorotea Maria (1641-1675), casada amb Maurici de Saxònia-Zeitz (1619-1681).